# Процес срещу българските медици в Либия
В процеса срещу българските медици и палестинския лекар в Либия 5 български медицински сестри и палестинско-български лекар са обвинени в редица закононарушения, включително в заразяването на няколкостотин деца в детската болница „Ал-Фатих“ в Бенгази с вируса ХИВ.
Медиците са арестувани през 1999 г. и впоследствие биват осъдени от няколко съдебни инстанции в Либия, но през 2007 г. с помощта на западни държави е постигнато споразумение за екстрадирането им в България.

## Обвинения
Българските медицински сестри Кристияна Вълчева, Нася Ненова, Валентина Сиропуло, Валя Червеняшка и Снежана Димитрова, както и палестинският стажант-медик Ашраф Ахмад Джум‘а (или Ашраф ал-Хаджудж) – гражданин на България от юни 2007 г., са обвинени във:
- извършване на действия на територията на Либия, водещи до безконтролното убиване на хора с цел покушение срещу сигурността на държавата (деяние, наказуемо със смърт);
- участие в заговор и колективно договаряне за извършване на умишлено престъпление;
- причиняване на епидемия чрез инжектиране на 393 деца от детската болница „Ал-Фатих“ в Бенгази с ХИВ (деяние, наказуемо със смърт);
- действия, противоречащи на нормите и традициите в Либия: прелюбодеяние, валутна търговия, производство, разпространение и употреба на алкохол.

Българският лекар д-р Здравко Георгиев отделно е обвинен за нелегално опериране с чужда валута.

## Хронология
Медицинските сестри и Ашраф ал-Хаджудж пристигат в Либия през 1998 г., за да лекуват пациенти в педиатрията. Обвинението към д-р Георгиев за нелегално опериране с чужда валута се внася, след като той заминава за Либия по повод арестуването на жена му, Кристияна Вълчева. Здравко Георгиев излежава общо повече от четиригодишната си присъда и е оправдан през декември 2006 г. След което е освободен, но до края на процеса остава в Либия, очаквайки изходна виза.
През 2007 при голям медиен и политически шум около процеса предизвикан първоначално главно от българските медии, роднините на Ашраф ал-Хаджудж отправят поредната молба към президента Георги Първанов Ашраф да получи българско гражданство, тъй като „Либия го третира като палестински бежанец и зад него не стои нито организация, нито държава, която да се застъпва за него“. Според тях Ашраф всъщност все още не е доктор, а студент по медицина и е бил в Бенгази през 1998 г., за да довърши образованието си.
В 06:29 на 24 юли 2007 френският президент Никола Саркози официално обявява, че представителите на Франция и ЕС са се споразумели с либийското правителство шестимата затворници да бъдат екстрадирани от Либия (както и това Либия да позволи на българския доктор, който вече не е в затвора, да напусне страната).
В 9:51 ч. осъдените медици се завръщат в България на борда на френския правителствен самолет (тип Еърбъс А319-115X(CJ) с регистрация F-RBFB), придружавани от техни роднини, комисаря на ЕС по външни отношения Бенита Фереро-Валднер и съпругата на френския президент Сесилия Саркози. В 10:35 часа, министърът на външните работи Ивайло Калфин прочита указ, с който президентът Георги Първанов помилва българските медици.

## Дела

### Дело 44/1999 на Народния съд на Либия
(7 февруари 2000 г. – 17 февруари 2002 г.)
Делото започва, без българската страна да е официално уведомена. Делото е прекратено, тъй като съдът не вижда доказателства в подкрепа на обвиненията в заговор срещу държавата. Съдията заявява, че Народният съд се смята за некомпетентен по случая. (Народният съд на Либия е първата инстанция в триинстанционната съдебна система на страната.)
- Като основа за делото се смятат изтръгнатите с мъчения „самопризнания“ на част от медиците и тезата на лидера на Либия, Кадафи, че обвиняемите са работили по поръчка на ЦРУ и Мосад.
- В делото, медиците заявяват, че самопризнанията са постигнати чрез изтезание. Тезата на Кадафи е отхвърлена като абсурдна, както от международната преса, така и от експерти.
- Няколко месеца след началото на делото, адвокатите Владимир Шейтанов и Осман Бизанти се обръщат към съда с искане за промяна на мярката за неотклонение поради физическото и психическото състояние на задържаните българи. Шейтанов посочва, че почти двегодишният предварителен арест е несъвместим с правния принцип, че всеки човек е невинен до доказване на противното.

### Дело 213/2002 на Наказателния съд в Бенгази
(8 юли 2003 г. —... 2004 г.)
- Либия оттегля обвинението за съучастничество в заговор на ЦРУ/Мосад и прави нови обвинения в нелегално изпробване на медикаменти и заразяване с мутации на ХИВ. Експерти определят обвиненията като невъзможни/некомпетентно съставени от медицинска гледна точка.
- На заседание към делото свидетелстват международно признатите експерти Люк Монтание (откривателя на ХИВ) и Виторио Колици. Според тях, инфекциите в Ал-Фатих са вследствие на недостатъчна хигиена и започват още през 1997 г., преди обвиняемите да постъпят на работа там. След заседанието, Би Би Си публикува на сайта си репортаж за развитието на процеса със заглавие Българските медици не са разпространили СПИН.

### Дело 607/2003 на Наказателния съд в Бенгази
(... 200Х г. – 6 май 2004 г.)
Наказателният съд осъжда на смърт чрез разстрел Кристияна Вълчева, Нася Ненова, Валентина Сиропуло, Валя Червеняшка, Снежана Димитрова и Ашраф ал-Хаджудж по обвинение, че са заразили умишлено над 400 либийски деца с ХИВ. Д-р Здравко Георгиев е осъден на 4 години затвор, глоба и лишаване от граждански права по обвинение за неправомерно опериране с чужда валута. По гражданския иск, съдът задължава Ашраф ал-Хаджудж, Кристияна Вълчева и Нася Ненова да платят обезщетения на родителите/настойниците на либийските деца. На 5 юли 2004 г. са внесени мотивирани жалби.
- През януари 2004 г. Европейският съюз препоръчва на Либия да оттегли обвиненията си към медиците, в писмо, предадено от посланиците на Обединеното кралство Великобритания и Северна Ирландия и Холандия.
- Амнести Интернешънъл, Американското външно министерство и други държавни и международни организации изразяват безпокойството си относно протичането на процеса.
- Българското правителство, което пледира за освобождаването на обвиняемите, определя присъдата като несправедлива и абсурдна.

### Дело на Наказателния съд в Триполи
Българските медицински сестри и палестинският лекар получават повторни смъртни присъди от Наказателния съд в Триполи през декември 2006 г. въпреки натиска на ЕС и САЩ, които поставиха освобождаването на медиците като условие за подобряване на отношенията с Либия. Петте български медицински сестри са оправдани по по-леките обвинения – за валутни престъпления, варене на алкохол и нарушаване на морала на Джамахирията. Българското държавно ръководство обявява официално, че процесът е бил опорочен. Предстои разглеждане на делото от Върховния касационен съд на Либия, а последната дума по закон е на Висшия съдебен съвет – орган от девет души, председателстван от либийския министър на правосъдието.

### Дело за клевета
Българските медицински сестри са обвинени в клевета, заради техни изказвания за физическо малтретиране по време на пребиваването им в затвора. На 27 май 2007 те са оправдани по това обвинение.

## Международната преса за процеса
Международната преса не отделя много голямо внимание на процеса. Повечето статии са единодушни в това, че обвинените играят ролята на изкупителна жертва за Либийските власти, допуснали условия за избухването на епидемията. Либийската и значителна част от арабската преса подкрепят официалните изявления на Либия, че се води справедлив процес. Според няколко източника, преводачката Оля Ал-Ахмед е сред първите граждански лица които откриват факта за ареста на българските медици, и превежда както обвинителния акт срещу медиците, така и целия либийски наказателен кодекс от арабски на български език, само за една нощ, помагайки на българските институции в забързването на процеса по тяхното освобождаване.
В българската преса, покритието е значително и присъдите без изключения се определят като абсурдни.

## Обвиняемите
- Валя Червеняшка
Валя Червеняшка е родена на 22 март 1955 година във Враца. През 1984 година за първи път заминава на работа в Либия и се връща от там през 1987 като „два пъти отличник на болницата в град Тархуна“. Червеняшка отново започва работа в Джамахирията през 1998 година в детското отделение на болница „Ел Фатах“ в Бенгази. На 9 февруари 1999 година заедно с още десетки медицински сестри е похитена, арестувана и откарана в столицата на Либия, Триполи. Преживелиците си в няколко затвора тя описва в биографичната си книга „Записки от ада“, написана заедно с телевизионния сценарист Николай Йорданов. Книгата е публикувана в края на ноември 2009 година от издателство „Хермес“. През февруари 2010 година е публикувана и в няколко страни от Южна Африка от издателството „30 Degrees Publishing“. [5] Книгата е преиздадена в електронен вариант през 2014 година на български и английски. [6][7].
- Кристияна Вълчева

Според обвинението в жилището на Кристияна Вълчева са намерени банки с кръвна плазма, заразена с ХИВ. Още при нейния арест на 9 февруари 1999 г., мъжът ѝ, д-р Здравко Георгиев, взима полет към Бенгази, където впоследствие сам е арестуван и обвинен в неправомерно опериране с валута. Д-р Георгиев е осъден, след като вече е излежал повече от четиригодишната си присъда. Впоследствие е освободен на същия ден, в който Кристияна Вълчева е осъдена на смърт.
- Здравко Георгиев
- Ашраф Ахмад Джум‘а
- Снежана Димитрова
- Нася Ненова

Нася Ненова има 16-годишен трудов стаж като медицинска сестра. Работила е в Сливен, където съпругът ѝ д-р Ненов е завеждащ реанимация на окръжната болница. По време на процеса българският защитник на обвиняемите адвокат Владимир Шейтанов поиска от съда да бъдат представени епикризата ѝ от престоя в централната болница на Триполи на 12 април 1999 г. и да бъде изслушан завеждащият травматологията на тази болница, както и епикризата от вътрешното отделение на болницата, където Нася е била от 21 до 29 април същата година.
- Валентина Сиропуло

## Спорни моменти в българската политика
За бездействие и неправилно действие от страна на българската държава преди и след началото на процеса са обвинявани българската Национална разузнавателна служба, правителството на Иван Костов и в частност министърът на външните работи Надежда Михайлова и посолството на България в Либия. Надежда Михайлова твърди, че е разбрала за проблема с медиците в Либия едва след арестите през февруари 1999 година. Според нея, ако разузнаването е докладвало за съществуването на такъв проблем преди това, то първо президентът Петър Стоянов и премиерът Иван Костов е трябвало да научат, тъй като НРС първо докладва на тях. Михайлова обвинява и тогавашния посланик в Либия Кръстьо Илов.

## Край на делото
Дългогодишните усилия на международни организации, политици от Европейския съюз и САЩ се увенчават с успех. На 24 юли 2007 г. българските медицински сестри, палестинският лекар Ашраф, който е вече с българско гражданство, и доктор Здравко Георгиев се завръщат в България.
Последните и решаващи преговори за приключване на осемгодишния спор се осъществяват от Сесилия Саркози, тогавашна съпруга на президента на Франция Никола Саркози, и емира на Катар шейх Хамад бен Халифа Ал-Тани. Последният участва активно в преговорите и прави хуманитарен жест да подпомогне финансово страната ищец по делото – семействата на заразените от СПИН деца посредством самия полковник Кадафи, който изплаща тази помощ на семействата в Бенгази. „Фонд Бенгази“, създаден със средства на граждани от европейските страни, САЩ и България от своя страна ще построи болница в Триполи и ще подпомога либийската страна с обмяна на професионален медицински опит, медицински кадри и в борбата против СПИН.. На 25.07.2011 след изтичане на секретни документи и публикуване в Wikileaks става ясно че емирът на Катар шейх Хамад бен Халифа Ал-Тани е платил на Муамар Кадафи за да освободи медиците .
Съпругата на Никола Саркози Сесилия съпровожда осъдените на смърт до България. Френски правителствен самолет каца в 9 часа и 25 минути българско време на 24 юли 2007 г. на летище София. Бившите затворници на Джамахирията и техните придружители са тържествено посрещнати от близките на осъдените медицински работници, български граждани и представители на българското правителство. С държавен указ президентът на Република България Георги Първанов, воден от убеждението си за тяхната невинност, ги помилва.
Обвиняемите са поканени в правителствената резиденция от Георги Първанов. Грижата за тях е поверена на екип от български лекари и психолози.

## Развитие на събитията след началото на гражданската война в Либия
На 24 февруари 2011 г., след започване на масови протести в Либия, бившия министър на правосъдието в Либия Мустафа Абдел Джалил, заяви в ефира на „Ал Джазира“, че за заразяването на либийските децата със СПИН е виновен Кадафи. Така министър морално оневинява българските медицински сестри и лекар Ашраф, които получиха смъртни присъди по обвинение, че са заразили умишлено с вируса на СПИН повече от 400 либийски деца.